# Marcelino Moreno
Marcelino Moreno (San Martín, 1994. június 25. –) argentin labdarúgó, a brazil Coritiba középpályása kölcsönben az amerikai Atlanta United csapatától.

## Pályafutása
Moreno az argentínai San Martín városában született. Az ifjúsági pályafutását az Atlético Palmira és a Boca Juniors csapatában kezdte, majd a Lanús akadémiájánál folytatta.
2016-ban mutatkozott be a Lanús felnőtt keretében. 2020. szeptember 22-én 4½ éves szerződést kötött az észak-amerikai első osztályban szereplő Atlanta United együttesével. Először a 2020. október 11-én, a New York Red Bulls ellen 1–0-ra elvesztett mérkőzésen lépett pályára. Első gólját 2020. november 2-án, a Cincinnati ellen hazai pályán 2–0-ra megnyert találkozón szerezte meg. A 2023-as szezonban a brazil Coritiba csapatát erősítette kölcsönben.

## Statisztikák
2023. március 5. szerint
| Klub                  | Szezon   | Osztály               | Bajnokság | Bajnokság | Kupa  | Kupa | Nemzetközi | Nemzetközi | Összesen | Összesen |
| Klub                  | Szezon   | Osztály               | Meccs     | Gól       | Meccs | Gól  | Meccs      | Gól        | Meccs    | Gól      |
| --------------------- | -------- | --------------------- | --------- | --------- | ----- | ---- | ---------- | ---------- | -------- | -------- |
| Atlanta United        | 2020     | MLS                   | 6         | 2         | 0     | 0    | 1          | 0          | 7        | 2        |
| Atlanta United        | 2021     | MLS                   | 33        | 9         | 0     | 0    | 3          | 0          | 36       | 9        |
| Atlanta United        | 2022     | MLS                   | 30        | 2         | 2     | 1    | —          | —          | 32       | 3        |
| Atlanta United        | Összesen | Összesen              | 69        | 13        | 2     | 1    | 4          | 0          | 75       | 14       |
| Coritiba (kölcsönben) | 2023     | Campeonato Paranaense | 11        | 0         | 0     | 0    | —          | —          | 11       | 0        |
| Összesen              | Összesen | Összesen              | 80        | 13        | 2     | 1    | 4          | 0          | 86       | 14       |